# 광명소방서
광명소방서(光明消防署, Gwangmyeong Fire Station)는 경기도 광명시를 관할하는 경기도 소방재난본부 산하의 소방서이다.
소방서장은 소방정으로 보한다.

## 연혁
- 1982년 12월 16일: 광명소방서 개서
- 2012년 10월 15일: 현재 청사로 이전

## 조직
| - 소방행정과 - 소방행정팀 - 회계장비팀 | - 재난예방과 - 예방대책팀 - 소방민원팀 | - 소방안전특별점검단 - 화재안전조사팀 - 소방사법팀 | - 현장대응단 - 대응전략팀 - 구조구급팀 - 지휘조사1·2·3팀 |

## 관할센터 및 관할구역
광명소방서는 4개의 119안전센터와 1개의 구조대. 구급대를 산하에 두고 있다.
| 명칭                                      | 사진 | 주소                  | 관할구역                          | 지역대 |
| ----------------------------------------- | ---- | --------------------- | --------------------------------- | ------ |
| 소하119안전센터                           |      | 금하로 472            | 소하1.2동, 학온동, 일직동 하안3동 |        |
| 광명119안전센터                           |      | 목감로 306 (임시청사) | 광명 1·2·3동, 철산 1·2동          |        |
| 하안119안전센터                           |      | 범안로 1025           | 하안1·2·4동, 철산3·4동            |        |
| 광남119안전센터                           |      | 목감로 34             | 광명 4·5·6·7동                    |        |
| 광명소방서 119구조대 광명소방서 119구급대 |      | 금하로 472            | 경기도 광명시 일원                |        |

## 같이 보기
- 대한민국 소방청
- 대한민국의 소방
- 소방관 계급